# ノー・セキュリティ
『ノー・セキュリティ』(No Security)は、1998年にリリースされたローリング・ストーンズのライブ・アルバム。1997年-1998年に行われた「ブリッジズ・トゥ・バビロン」ツアーの模様が収録されている。

## 収録曲
1. イントロ - Intro 0:50
2. ユー・ガット・ミー・ロッキング - You Got Me Rocking 3:26
3. ギミー・シェルター - Gimme Shelter 6:12
4. フリップ・ザ・スィッチ - Flip The Switch 4:12
5. メモリー・モーテル - Memory Motel 5:52
  - Features Dave Matthews on co-lead vocal
6. コリーナ -　Corinna (Taj Mahal/Jesse Ed Davis) 3:56
  - Features Taj Mahal on co-lead vocal
7. セイント・オブ・ミー - Saint Of Me 5:18
8. 友を待つ - Waiting On A Friend 4:52
9. シスター・モーフィン - Sister Morphine (Mick Jagger/Keith Richards/Marianne Faithfull) 6:05
10. リヴ・ウィズ・ミー - Live With Me 3:55
11. レスペクタブル - Respectable 3:20
12. 恋をしようよ - I Just Want To Make Love To You 5:04（日本盤ボーナストラック）
13. シーフ・イン・ザ・ナイト - Thief In The Night (Mick Jagger/Keith Richards/Pierre de Beauport) 5:37
14. ラスト・タイム - The Last Time 4:19
15. アウト・オブ・コントロール - Out Of Control 7:59

## ワールド・ツアー
1998年夏のブリッジズ・トゥ・バビロン・ツアー（以下、B2Bツアー）のうち、イギリス公演を始めとしたヨーロッパ公演のいくつかが、キース・リチャーズの肋骨を折る怪我や、イギリスにて新たに導入された課税システムなどの諸問題により約1年間延期となった。それまでの空白を埋める形で、1998年秋発売のライヴアルバムの名を冠した「ノー・セキュリティーツアー 1999」が組まれることとなった。このツアーはすべてがアリーナ公演として行われたが、これは90年代の大半をスタジアム公演で回っていたストーンズにとっては珍しい趣向といえるものであった。また、演目や舞台セットの類はB2Bツアーから一新され、新規のものが用意された。これによりオープニングナンバーも変更されB2Bツアーのサティスファクションから、このツアーでは約30年ぶりにジャンピン・ジャック・フラッシュが採用。以降リックス・ツアーやア・ビガー・バン・ツアーなどでも同曲がオープニングとなる場合が多い。ツアーは1999年1月25日、アメリカ・カリフォルニア州のオークランド・アリーナ公演を皮切りに、同年4月まで34公演が行われたが、この形式のツアーは北米エリアのみであった。1年間延期となっていたヨーロッパ公演は再びB2Bツアーとして行われ、舞台セットも戻された（しかし演目はノー・セキュリティーツアーの傾向が引き継がれた）。このツアー以降、ストーンズのワールドツアーではアリーナ公演の数が増加傾向となる。